# فريدريك بيك
فريدريك بيك (بالألمانية: Friedrich Beck)‏ هو فيزيائي نظري وفيزيائي ألماني، ولد في 16 فبراير 1927 في فيسبادن في ألمانيا، وتوفي في 20 ديسمبر 2008.